# Sunclass Airlines
Sunclass Airlines, tidigare Thomas Cook Airlines Scandinavia, är ett danskt charterbolag som flyger för Ving, Globetrotter, Spies, Gullivers Reiser och Tjäreborg i Skandinavien,. Bolaget gick fram till 30 oktober 2019 under namnet Thomas Cook Airlines Scandinavia A/S, vars engelska moderbolag Thomas Cook Group plc gick i konkurs 23 september 2019. Då hela Thomas Cook Group skandinaviska verksamhet var fristående bolag så bedrevs verksamheten som normalt efter moderbolagets konkurs och hela den skandinaviska verksamheten köptes upp av Strawberry Group tillsammans med Altor Fund V (Altor) och TDR Capital den 30 oktober 2019.

## Flottan

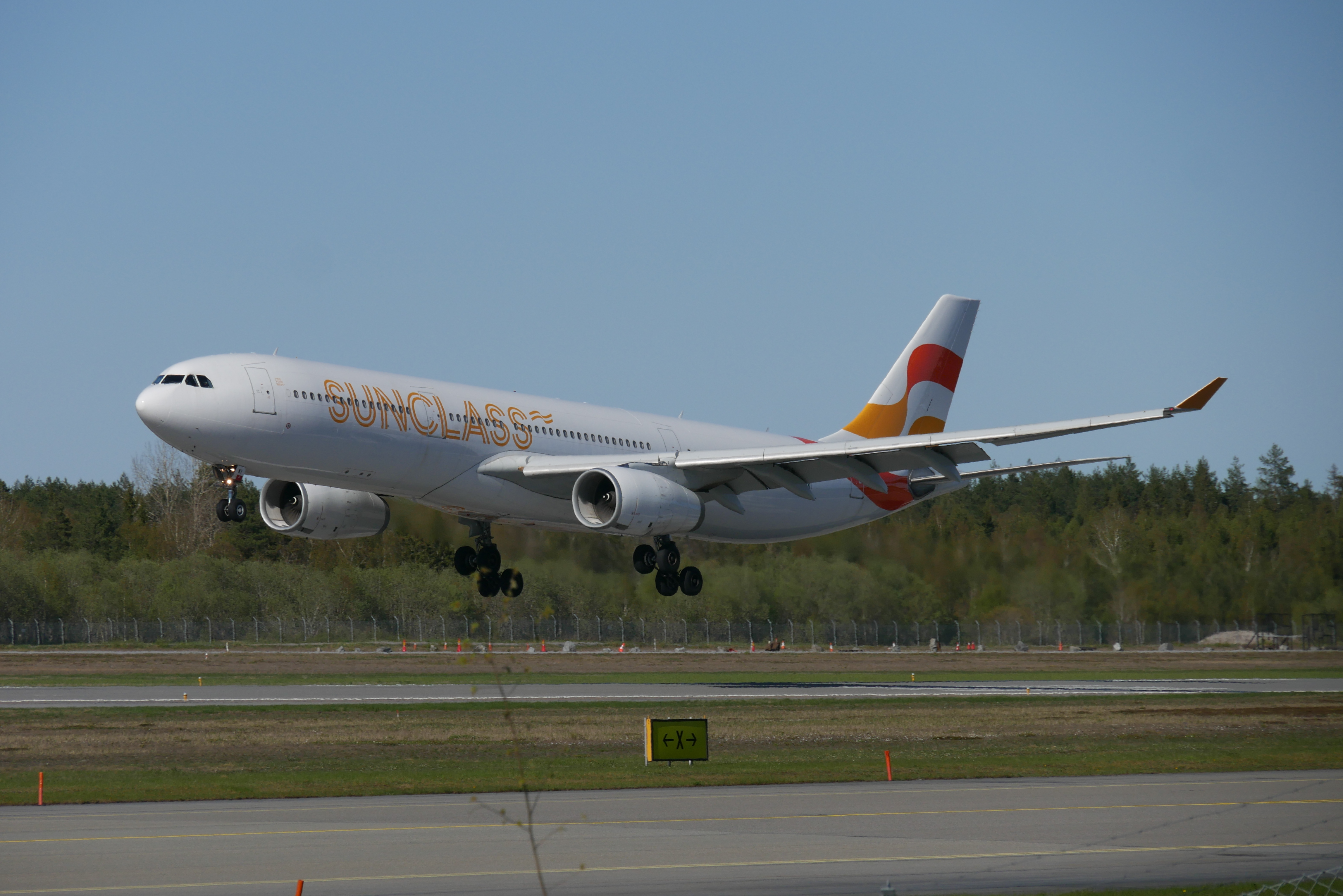
Sunclass Airlines Airbus A330-300 landar på Arlanda.

Den 17 november 2021 tillkännagav Ving att man tillsammans med deras flygbolag Sunclass Airlines valt att beställa ett nytt långdistansplan av typen Airbus A330-900neo som beräknas tas i bruk hösten 2022 inför en storsatsning på resmål som Karibien och Vietnam med flera.
Sunclass har reserverat 14 registreringar i det Danska flygregistret, dessa reserveringar gjordes runt 2021-2023. OY-VKE(2), OY-VKG(2), OY-VKK(2), OY-VKL(2), OY-VKM(2), OY-VKN(2), OY-VKR(2), OY-VKS(2), OY-VKT(2), OY-VKU, OY-VKV, OY-VKW, OY-VKY, OY-VKZ.
Tabellen visar flygplan som ägs eller leasas av Sunclass Airlines:
| Flygplan           | I drift | Be-ställda | Passagerare | Passagerare | Passagerare | Övrigt                                                                     |  |
| Flygplan           | I drift | Be-ställda | P           | Y           | Totalt      | Övrigt                                                                     |  |
| ------------------ | ------- | ---------- | ----------- | ----------- | ----------- | -------------------------------------------------------------------------- |  |
| Airbus A321-200    | 7       | —          | —           | 212         | 212         | Opererar under bolaget Sunclass Airlines /NLTG Nordic Leisure Travel Group |  |
| Airbus A321neo     | 2       | 1          | —           | 218         | 218         | Opererar under bolaget Sunclass Airlines /NLTG Nordic Leisure Travel Group |  |
| Airbus A330-300    | 1       | —          | —           | 388         | 388         | Opererar under bolaget Sunclass Airlines /NLTG Nordic Leisure Travel Group |  |
| Airbus A330-300    | 1       | —          | —           | 396         | 396         | Opererar under bolaget Sunclass Airlines /NLTG Nordic Leisure Travel Group |  |
| Airbus A330-900neo | 2       | —          | 80          | 293         | 373         | Opererar under bolaget Sunclass Airlines /NLTG Nordic Leisure Travel Group |  |
| Airbus A330-900neo | 2       | —          | 80          | 385         | 385         |                                                                            |  |
| Totalt             | 12      | 1          |             |             |             |                                                                            |  |